# Pedro de Alcántara Téllez-Girón y Pacheco
Pedro de Alcántara Téllez-Girón y Pacheco (Madrid, 8 d'agost de 1755 – Madrid, 7 de gener de 1807) va ser un militar i mecenes espanyol.
Va ser IX Duc d'Osuna, X marquès de Peñafiel i XIII comte d'Urueña. Gran d'Espanya de 1a classe. A més va ser senyor de les viles de Morón de la Frontera, Archidona, El Arahal, Olvera, Ortejícar, Cazalla de la Serra, Tiedra, Gumiel de Izán i Briones. Per matrimoni amb María Josefa Pimentel y Téllez-Girón també va ser comte-duc de Benavente, duc de Béjar, de Gandia i d'Arcs, príncep d'Esquilache i Anglona.
Era fill de Pedro Téllez-Girón, 8è duc d'Osuna, a qui va succeir el 1787, i va ser cambrer de Carles III i Carles IV, tinent general dels reials exèrcits i coronel de Reials Guàrdies espanyoles. Va prendre part a la guerra contra els francesos i es va distingir en la defensa de Navarra, evitant amb el seu valor i encertades mesures el que l'ocupessin els francesos, als quals va causar un gran nombre de baixes, especialment a l'enverinat combat lliurat els dies 16 i 17 d'octubre a la línia compresa entre la vall de Baztán i les ribes del Deva. En aquesta acció va derrotar per complet al general francès Moncey i el va obligar a retirar-se en direcció a Roncesvalles.
El duc d'Osuna també es va dedicar a la literatura i va pertànyer a la Reial Acadèmia Espanyola.